# Sylvain Bupto
Sylvain Bupto est un footballeur français né le 2 juillet 1971 à La Possession (La Réunion). 
Ce joueur a évolué comme défenseur, principalement à Gueugnon et Sedan.
Il a disputé 9 matchs en Division 1 et 79 matchs en Division 2 avec Gueugnon.

## Carrière de joueur
- 1991-1996 : FC Gueugnon
- 1996-1998 : CS Sedan-Ardennes
- 1998-1999 : Valenciennes FC[1]

## Palmarès
- Vice-Champion de France de National en 1998 (avec le CS Sedan-Ardennes)